# Streetwear

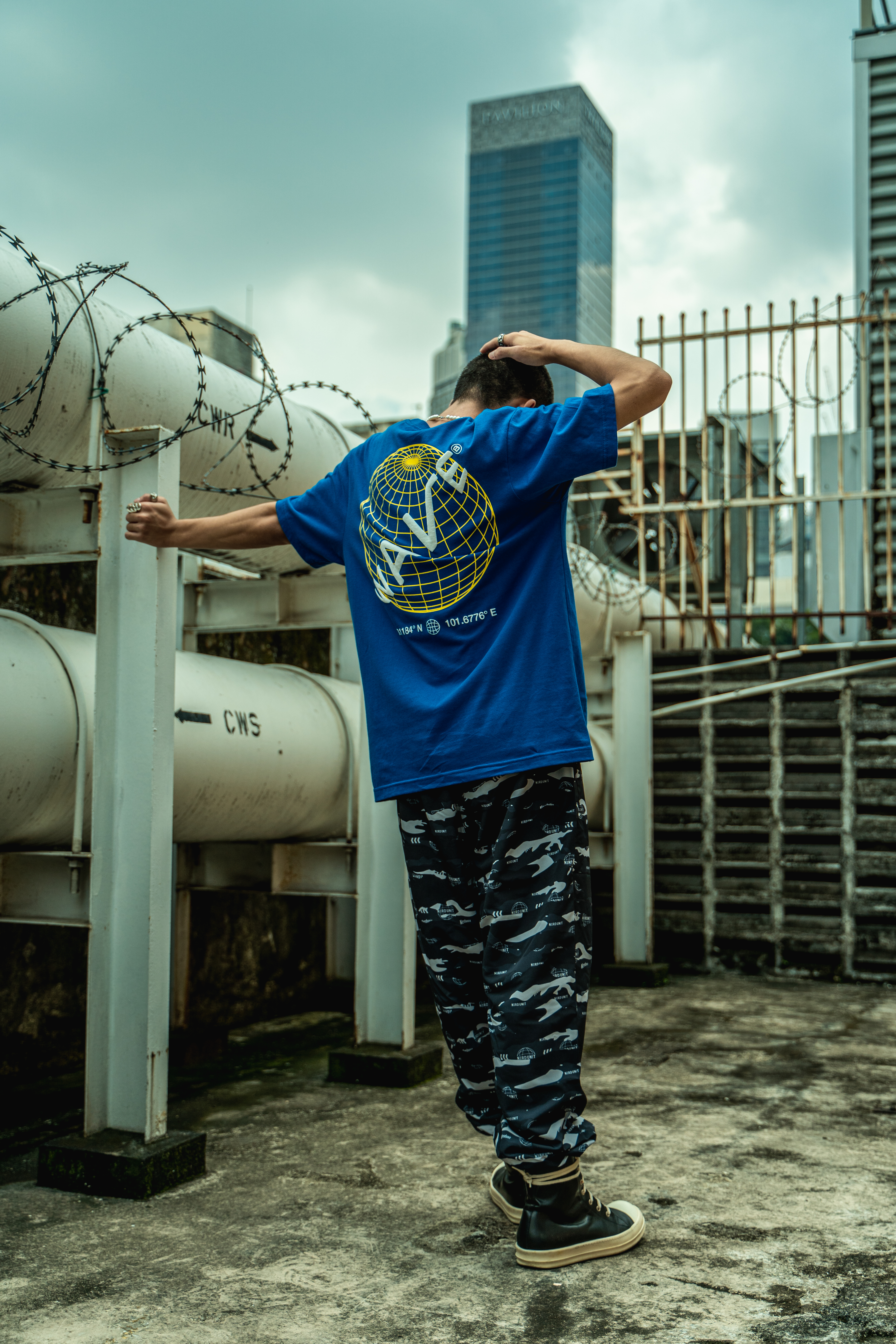

Le streetwear, terme pouvant être traduit par « ce qu'on porte dans la rue », parfois appelé skatewear[réf. nécessaire], est un style vestimentaire apparu au milieu des années 1980 et qui connaît son apogée dans les années 1990.
Il reste étroitement lié à la musique et plus particulièrement au rap.

## Historique
Le streetwear apparaît dans les années 1980 à 1990 ; ses racines se situent à New York dans un mélange résumé entre le skateboard, la mode hip-hop principalement ainsi que les surfeurs californiens et la mode rasta,,. Il est au départ créé par les gangs de rue, avant d'être accaparé comme courant de mode.
Ce mouvement apparaît en réaction aux tendances ostentatoires, coûteuses et voyantes, ainsi qu'à l'omniprésence de la mode et de la créativité lors des années 1980; loin du luxe décliné sur les podiums, le streetwear regroupe alors les jeunes autour de goûts communs comme le graffiti, le skateboard ou la musique.
De son côté, le skatewear voit le jour vers la fin de années 1970, héritage de l'hédonisme de l'époque, sorte d'art de vivre. Lors de la décennie suivante, le « look skater » devient plus « underground », à base de pantalons baggy et t-shirt logotés.
Les Beastie Boys sont l'incarnation du streetwear en 1986, date de sortie de leur album Licensed to Ill. De la même façon, les membres de Run DMC incarnent quelques tendances du streetwear par leur rejet de la mode hip-hop trop extravagante.  Deux ans plus tard, NWA, symbole du gangsta rap, sort son premier album ; le groupe s'affiche dans un mélange de vêtements de sport, casquettes, grosses chaînes, ainsi que d'anachroniques marques Wasp emblématiques du prêt-à-porter américain telles DKNY, Calvin Klein ou Tommy Hilfiger. L'année suivante, Spike Lee popularise la culture vestimentaire hip-hop dans ses moindres détails — dont les chaussures — avec son film Do The Right Thing : les vêtements deviennent des uniformes dans plusieurs pays du monde.
En France, des boutiques comme Street Machine, ouverte aux Halles en 1988, ou Ticaret à Stalingrad voient passer rappeurs et skateurs. En fin des années 1990, des marques telles que Wrung se développent et initient le streetwear à grande échelle dans l'Hexagone. D'autres marques, telles qu'African Armure, popularisées par des groupes de rap tels que la Mafia K'1 Fry (African Armure ayant été lancée par le producteur de cette dernière, Papou) ont également émergé et ont lancé une nouvelle vague de streetwear à la française. La marque African Armure fut d'ailleurs l'une des premières marques françaises de streetwear à se développer sur la France et à l'étranger (Suisse, Allemagne, Belgique, États-Unis...) et à utiliser des canaux de vente et de distribution e-commerce, encore peu exploités entre 2000 et 2007 (3 suisses, La Redoute, ...).
Parallèlement à la vague rap, aux États-Unis essentiellement, certains créateurs plutôt sportswear se font connaître, tels Erik Brunetti et sa marque FUCT (en), l'influent Hiroshi Fujiwara (en) et sa marque Fragment Design, la marque californienne X-Large (en), ou encore le surfeur précurseur Shawn Stussy et sa marque Stüssy fondée dès 1980.
Cinq ans après leur premier album, les Beastie Boys possèdent leur magazine confidentiel, mais surtout leur propre ligne de vêtements. Le Wu-Tang Clan sortira également sa propre griffe, Wu Wear. En 1993, Snoop Dogg rencontre un succès immédiat avec l'opus Doggystyle ; le style très personnel du rappeur est à la fois inspiré par le streetwear mais va également influencer la mode hip-hop. L'année suivante est ouverte à New York par James Jebbia (en) la première boutique Supreme ; non loin la marque X-Large a sa boutique. Homecore, ou Com8 la marque de JoeyStarr, apparaissent en France. Mais à l'aube des années 2000, le streetwear disparaît du devant de la scène ; la mode, symbolisée par l'entrée d'Hedi Slimane chez Dior, est à un esthétisme sobre, noir, rock ou preppy et minimaliste. Il faut attendre quelques années pour voir le retour du rap et de ses stars planétaires, véhiculant ainsi un style propre. C'est grâce à ce retour que le Streetwear prend une dimension internationale en touchant le grand public et s'exprime non plus comme un simple style vestimentaire, mais un véritable style de vie.

### Inspirations et collaborations
Jusque-là, les marques ont tendance à se tenir à distance du streetwear, trop associé à la rue et au rap, afin de ne pas « abîmer leur image ». Mais au-delà des années 2010, nombre de créateurs reconnus s'en inspirent et le détournent de façon plus luxueuse. Ainsi Riccardo Tisci pour Givenchy organise un défilé sur l'imitation d'un terrain de basket new-yorkais : « il a su s'approprier cette tendance en la mixant avec des matières nobles et des coupes très tailleur. » ; les collections de Kanye West pour APC ou Nike rencontrent un succès immédiat. Le Français Julien David revendique clairement le streetwear des années 1990 comme sources d’inspirations,.
Plusieurs collaborations vont avoir lieu au cours des années, souvent contre-nature : Hermès et Van's en 2011 avec une inspiration skatewear ; l'exemple le plus flagrant reste l'association entre Vuitton et Supreme en 2017, mais également Lacoste et encore Supreme pour des casquettes et survêtements, Missoni et Pigalle, Moncler et Off-White, Fragment Design et Vuitton une fois de plus ou encore Calvin Klein et Palace. La nouvelle génération de stylistes, à la tête d'entreprises reconnues ou de leur propre label, influence cette tendance, comme Alexander Wang (Balenciaga), Carol Lim et Humberto Leon (Kenzo), Felipe Oliveira Baptista (Lacoste), Virgil Abloh (Off-White), Shayne Oliver (Hood By Air (en)), Heron Preston (en) et sa marque homonyme ou encore Moriba-Maurice Koné et Steven Alexis (Applecore). « La mode était traditionnellement assez fermée, mais […] des gens sont venus d'autres milieux » précise ce dernier. Viennent s'ajouter la participation d'artistes tels Rihanna pour Puma, Kanye West pour Adidas ou Asap Rocky pour Gucci.
Mais dans les années 2020, entre ces collaborations avec des créateurs notables et la raréfaction volontaire de l'offre des marques spécialisées et reconnues, les prix grimpent ; l'orientation ou plutôt la récupération par le luxe, souvent à base de logo surdimensionnés, entraine parfois un rejet de la jeunesse.

## Style
Ce style, pratique et sportswear, consiste en grande partie à porter des pantalons amples, de grosses chaussures, des joggings, des sweat-shirt à capuche, ainsi que des t-shirts plus ou moins larges et souvent à manches longues, mais qui peuvent aussi être moulants,. Casquette et « béret » de marque Kangol complètent l'ensemble. Si au départ Adidas est omniprésent pour les chaussures, le sponsoring du basketteur Michael Jordan au milieu des années 1980 fait basculer la tendance vers Nike. L'usage de branding visible reste également caractéristique : les vêtements logotés des marques devient un signe de reconnaissance, d'appartenance à une même « famille ». Cet usage vestimentaire n'offre pas de différence de composition entre le matin et le soir, jusqu'à devenir un uniforme standardisé des villes. Il a su faire évoluer ses origines faites de skate et de rap, ou plus généralement de sports et de musique, en y ajoutant les influences des surplus militaires et des vêtements de travail. La liberté de mouvement reste un paramètre du streetwear. Le marché se sous-segmente naturellement au cours des années entre toutes ces tendances, mixant inspirations et détournements en perdant l'aspect subversif de ses origines.